# Parathona cayennensis
Parathona cayennensis är en insektsart som beskrevs av Gmelin 1798. Parathona cayennensis ingår i släktet Parathona och familjen dvärgstritar. Inga underarter finns listade i Catalogue of Life.